# 天星乡 (巫溪县)
天星乡，是中华人民共和国重庆市巫溪县下辖的一个乡镇级行政单位。

## 行政区划
天星乡下辖以下地区：
双源村、吉王村、江池村、生基村、保龙村、寒峰村、西流村和湾潭村。